# Phyllanthus polygonoides
Phyllanthus polygonoides là một loài thực vật có hoa trong họ Diệp hạ châu. Loài này được Nutt. ex Spreng. miêu tả khoa học đầu tiên năm 1826.